# WWE Women’s Tag Team Championship
WWE Women’s Tag Team Championship – tytuł dywizji tag team profesjonalnego wrestlingu promowany przez federację WWE i broniony przez zawodniczki występujące w brandach Raw, SmackDown i NXT. Inauguracyjnymi mistrzyniami były The Boss ‘n’ Hug Connection (Bayley i Sasha Banks).

## Historia
Poprzednikiem tytułu jest WWF Women’s Tag Team Championship, który został zdezaktywowany w 1989 r. Powodem było brak drużyn w dywizji kobiet. Z początkiem 2000 roku w WWE zaczęło pojawiać się coraz więcej kobiecych drużyn, a fani i zawodnicy wyrażali swoją chęć na utworzenie żeńskich mistrzostw tag team. Przewidywano, że mistrzostwa zostaną zaprezentowane na gali Evolution, ale tak się nie stało. 24 grudnia 2018 prezes WWE, Vince McMahon, podczas jednego z segmentów, w którym przebrany był za Świętego Mikołaja, wprowadził nowe mistrzostwa tag team dla kobiet jako prezent na Święta dla widzów WWE. Pierwsze mistrzynie zostały wyłonione na Elimination Chamber, w 2019 roku, w sześciodrużynowym meczu pod stypulacją Elimination Chamber. Mecz ten wygrała drużyna Sashy Banks i Bayley.
Tytuł był stawką walki wieczoru gali TLC: Tables, Ladders & Chairs w 2019 roku, w którym mistrzynie The Kabuki Warriors (Asuka i Kairi Sane) pokonały Becky Lynch i Charlotte Flair, w stypulacji Tables, Ladders & Chairs match.
Od 2019 do 2021 roku tytuł był broniony także w brandzie NXT, lecz 10 marca 2021 utworzono alternatywę mistrzostwa NXT Women’s Tag Team Championship, wyłącznie dla NXT. Po unifikacji obu tytułów, WWE Women’s Tag Team Championship ponownie stał się dostępny dla NXT, a NXT Women’s Tag Team Championship zostało zdezaktywowane.

### Turniej o zwakowane mistrzostwo (2022)
Po tym jak tytuły zostały odebrane ówczesnym mistrzyniom, Sashy Banks i Naomi, WWE zorganizowało turniej w celu wyłonienia nowych mistrzyń, startując wraz z odcinkiem Raw z 8 sierpnia 2022. Do finału awansowały kolejno: Iyo Sky i Dakota Kai, które w półfinałach zwyciężyły Asukę i Alexę Bliss oraz Aliyah i Raquel Rodriguez, które odniosły półfinałowe zwycięstwo nad Natalyą i Sonyą Deville, zwyciężczyniami Fatal 4-Way Tag Team matchu o zwakowane miejsce w półfinałach rywalizacji. Oba zespoły finalistek stanęły przeciwko sobie w finale turnieju, który odbył się na odcinku Raw, 29 sierpnia, który wygrały Aliyah i Raquel Rodriguez.
|  | Ćwierćfinały Raw (8 i 15 sierpnia) SmackDown (12 i 19 sierpnia) | Ćwierćfinały Raw (8 i 15 sierpnia) SmackDown (12 i 19 sierpnia) | Ćwierćfinały Raw (8 i 15 sierpnia) SmackDown (12 i 19 sierpnia) |                           |                           | Półfinały Raw (22 sierpnia) SmackDown (26 sierpnia) | Półfinały Raw (22 sierpnia) SmackDown (26 sierpnia) | Półfinały Raw (22 sierpnia) SmackDown (26 sierpnia) |  |  | Finał Raw (29 sierpnia) | Finał Raw (29 sierpnia) | Finał Raw (29 sierpnia) |  |
|  |                                                                 |                                                                 |                                                                 |                           |                           |                                                     |                                                     |                                                     |  |  |                         |                         |                         |  |
|  | Tamina i Dana Brooke                                            | Tamina i Dana Brooke                                            | 10:00                                                           |                           |                           |                                                     |                                                     |                                                     |  |  |                         |                         |                         |  |
|  | Tamina i Dana Brooke                                            | Tamina i Dana Brooke                                            | 10:00                                                           |                           |                           |                                                     |                                                     |                                                     |  |  |                         |                         |                         |  |
|  | Iyo Sky i Dakota Kai                                            | Iyo Sky i Dakota Kai                                            | Pin                                                             |                           |                           |                                                     |                                                     |                                                     |  |  |                         |                         |                         |  |
|  | Iyo Sky i Dakota Kai                                            | Iyo Sky i Dakota Kai                                            | Pin                                                             |                           | Iyo Sky i Dakota Kai      | Iyo Sky i Dakota Kai                                | Pin                                                 |                                                     |  |  |                         |                         |                         |  |
|  | Raw                                                             |                                                                 |                                                                 |                           | Iyo Sky i Dakota Kai      | Iyo Sky i Dakota Kai                                | Pin                                                 |                                                     |  |  |                         |                         |                         |  |
|  |                                                                 |                                                                 | Alexa Bliss i Asuka                                             | Alexa Bliss i Asuka       | 18:30                     |                                                     |                                                     |                                                     |  |  |                         |                         |                         |  |
|  | Alexa Bliss i Asuka                                             | Alexa Bliss i Asuka                                             | Alexa Bliss i Asuka                                             | Alexa Bliss i Asuka       | 18:30                     | Sub                                                 |                                                     |                                                     |  |  |                         |                         |                         |  |
|  | Alexa Bliss i Asuka                                             | Alexa Bliss i Asuka                                             |                                                                 |                           |                           |                                                     |                                                     |                                                     |  |  |                         |                         |                         |  |
|  | Nikki A.S.H. i Doudrop                                          | Nikki A.S.H. i Doudrop                                          | 9:00                                                            |                           |                           |                                                     |                                                     |                                                     |  |  |                         |                         |                         |  |
|  | Nikki A.S.H. i Doudrop                                          | Nikki A.S.H. i Doudrop                                          | 9:00                                                            |                           | Iyo Sky i Dakota Kai      | Iyo Sky i Dakota Kai                                | 11:30                                               |                                                     |  |  |                         |                         |                         |  |
|  |                                                                 |                                                                 |                                                                 |                           |                           |                                                     |                                                     |                                                     |  |  |                         |                         |                         |  |
|  |                                                                 |                                                                 | Raquel Rodriguez i Aliyah                                       | Raquel Rodriguez i Aliyah | Pin                       |                                                     |                                                     |                                                     |  |  |                         |                         |                         |  |
|  | Raquel Rodriguez i Aliyah                                       | Raquel Rodriguez i Aliyah                                       | Raquel Rodriguez i Aliyah                                       | Raquel Rodriguez i Aliyah | Pin                       | Pin                                                 |                                                     |                                                     |  |  |                         |                         |                         |  |
|  | Raquel Rodriguez i Aliyah                                       | Raquel Rodriguez i Aliyah                                       |                                                                 |                           |                           |                                                     |                                                     |                                                     |  |  |                         |                         |                         |  |
|  | Shotzi i Xia Li                                                 | Shotzi i Xia Li                                                 | 9:35                                                            |                           |                           |                                                     |                                                     |                                                     |  |  |                         |                         |                         |  |
|  | Shotzi i Xia Li                                                 | Shotzi i Xia Li                                                 | 9:35                                                            |                           | Raquel Rodriguez i Aliyah | Raquel Rodriguez i Aliyah                           | Pin                                                 |                                                     |  |  |                         |                         |                         |  |
|  | SmackDown                                                       |                                                                 |                                                                 |                           | Raquel Rodriguez i Aliyah | Raquel Rodriguez i Aliyah                           | Pin                                                 |                                                     |  |  |                         |                         |                         |  |
|  |                                                                 |                                                                 | Natalya i Sonya Deville                                         | Natalya i Sonya Deville   | 8:00                      |                                                     |                                                     |                                                     |  |  |                         |                         |                         |  |
|  | Toxic Attraction (NXT) (Gigi Dolin i Jacy Jayne)                | Toxic Attraction (NXT) (Gigi Dolin i Jacy Jayne)                | Natalya i Sonya Deville                                         | Natalya i Sonya Deville   | 8:00                      | Pin                                                 |                                                     |                                                     |  |  |                         |                         |                         |  |
|  | Toxic Attraction (NXT) (Gigi Dolin i Jacy Jayne)                | Toxic Attraction (NXT) (Gigi Dolin i Jacy Jayne)                |                                                                 |                           |                           |                                                     |                                                     |                                                     |  |  |                         |                         |                         |  |
|  | Natalya i Sonya Deville                                         | Natalya i Sonya Deville                                         | 8:48                                                            |                           |                           |                                                     |                                                     |                                                     |  |  |                         |                         |                         |  |

## Wygląd pasa mistrzowskiego
Pasy zostały zaprezentowane przez Alexę Bliss, na odcinku Raw z 14 grudnia 2019. Pasy mają trzy blaszki na białym skórzanym pasku, który jest mniejszy niż tytuły męskie. Trzy blaszki są obrysowane złotem, podczas gdy wewnętrzna część jest w większości srebrna. Logo WWE jest umieszczone na górze okrągłej płyty środkowej, która ma cztery wystające krawędzie. W środku wyraźnie napisane jest złotem słowo „Tag Team”. Powyżej znajduje się złoty baner z napisem „Women’s”, a poniżej złoty baner z napisem „Champions”. Podobnie jak męskie Raw i SmackDown Tag Team Championship są inspirowane Grecją, środkowa płyta jest otoczona meandrowym wzorem. W wewnętrznym kręgu znajduje się również margentowa ornamentyka. W tym, co stało się charakterystyczną cechą pasów mistrzowskich WWE, dwie boczne płyty mają zdejmowaną część środkową, którą można spersonalizować za pomocą logo mistrza; domyślne płyty boczne zawierają logo WWE na globusie. Ogólnie rzecz biorąc, panująca drużyna będzie miała jedną tabliczkę boczną na każdym pasie dedykowaną każdej mistrzyni, chyba że drużyna ma nazwę (np. The Kabuki Warriors).

## Panowania
Na stan 3 sierpnia 2025, wyróżnienie posiadało 22 drużyn, w tym 36 zawodniczki. Drużyna Liv Morgan i Raquel Rodriguez dzierżawiły tytuł rekordowo cztery razy. Rodriguez indywidualnie jest rekordowo sześciokrotnymi posiadaczkami mistrzostwa. Bianca Belair i Jade Cargill/Naomi panowały jako mistrzynie 177 dni, będąc najdłużej panującymi mistrzyniami, zaś najkrócej panującymi jest zespół Becky Lynch i Lyry Valkyrii, których panowanie trwało zaledwie 1 dzień. Lita wygrała mistrzostwo w wieku 47 lat, będąc najstarszą mistrzynią, a Roxanne Perez zdobyła tytuł będąc w wieku 23 lat, zostając najmłodszą mistrzynią.
Obecnie mistrzyniami są Charlotte Flair i Alexa Bliss z brandu SmackDown, których jest to pierwsze panowanie jako drużyna oraz drugie indywidualnie Flair, a czwarte Bliss. Pokonały poprzednie mistrzynie The Judgement Day (Raquel Rodriguez i Roxanne Perez) na pierwszej nocy SummerSlam, 2 sierpnia 2025.